# Hans Oppenheim (Musiker)
Hans Oppenheim (geboren 25. April 1892 in Berlin; gestorben 19. August 1965 in Edinburgh) war ein deutsch-britischer Pianist, Dirigent und Kapellmeister. Er war der Sohn des jüdischen Neurologen Hermann Oppenheim.

## Leben und Werk
Oppenheim studierte ab 1911 am Königlichen Conservatorium für Musik in München das Fach Klavier bei Hermann Zilcher und Dirigat bei Josef Anton Becht. Von 1913 bis 1931 wirkte er an mehreren europäischen Opernhäusern. Er gründete 1931 zusammen mit dem Theaterfachmann Heinrich Reuß das als Wanderbühne organisierte Opernensemble Deutsche Musikbühne, bespielte mit diesem führende europäische Bühnen und leitete dieses bis 1933 in Hinsicht der künstlerischen Belange.
Wegen „rassischer Verfolgung“ emigrierte Oppenheim 1933 über Dänemark, die Niederlande, Österreich und die Tschechoslowakei im März 1934 schließlich nach England. Dort wurde er im Juni 1940 kurzzeitig auf der Isle of Man als Enemy Alien interniert. Beim Glyndebourne Festival war er vornehmlich mit der Einstudierung von Mozarts Zauberflöte betraut; auch dirigierte er die Oper 1935 und 1936. Von 1937 bis 1945 leitete er die Dartington Hall Music Group in Totnes (Devonshire). 1946 leitete er die English Opera Group. 1951 gründete er zusammen mit der Geigerin und Komponistin Isobel Dunlop die Saltire Music Group in Edinburgh und übernahm deren Leitung. Nach 1949 unterhielt Oppenheim wieder Beziehungen nach Deutschland. Er etablierte ab 1959 auf Schloss Elmau, das er von Proben mit der Deutschen Musikbühne her kannte, die Deutsch-Englischen Musikwochen mit, in die er unter anderem Benjamin Britten, Peter Pears und das Amadeus-Quartett einbinden konnte.
Wenige Jahre vor seinem Tod unternahm Oppenheim eine Konzerttournee durch Deutschland, in der er Werke von Bach, Mozart, Beethoven und anderen klassischen Meistern aufführte. Unter anderem hatte Oppenheim die britische Altistin Norma Procter ausgebildet. Oppenheim spielte zahlreiche Werke unter anderem auch für die Deutsche Grammophon auf Tonträgeraufnahmen ein.